# Sébastien Thill
Sébastien Thill (Niederkorn, 29 december 1993) is een Luxemburgs voetballer die sinds januari 2021 door Progrès Niederkorn wordt uitgeleend aan Sheriff Tiraspol.

## Clubcarrière
Thill begon zijn seniorencarrière bij CS Pétange. Na drie seizoenen stapte hij over naar Progrès Niederkorn, waarmee hij in 2018 en 2020 vicelandskampioen werd. Zijn cijfermatig beste seizoen was 2017/18, toen hij goed was voor negen goals en veertien assists in de BGL Ligue. Eerder dat seizoen had hij in de Europa League-voorrondes ook al gescoord tegen Rangers FC en had hij in de Beker van Luxemburg ook al een assist afgeleverd tegen F91 Dudelange, waardoor hij het seizoen afsloot met tien goals en vijftien assists in alle competities. Thill combineerde zijn carrière bij Progrès Niederkorn met een job bij de gemeente van Differdange: zo maaide hij onder andere het gras van het Stade Jos Haupert waar hij in het weekend met zijn club speelde.
Na een eerste uitleenbeurt aan de Russische eersteklasser FK Tambov leende Progrès Niederkorn hem in januari 2021 voor anderhalf jaar uit aan de Moldavische topclub Sheriff Tiraspol. Op het einde van het seizoen werd hij met de club landskampioen. In de daaropvolgende Champions League-voorrondes deed Sheriff Tiraspol het prima: het overleefde vier rondes (tegen KS Teuta Durrës, FA Alasjkert, Rode Ster Belgrado en Dinamo Zagreb) en plaatste zich daardoor als eerste Moldavische club ooit voor de groepsfase van de Champions League. Ook daarin verraste Sheriff de wereld, door te starten met 6 op 6 tegen Sjachtar Donetsk en Real Madrid. Op de tweede speeldag was het Thill die in de 89e minuut voor de 1-2-eindscore zorgde. Hij werd zo de eerste Luxemburger ooit die scoorde in het hoofdtoernooi van de Champions League.

## Interlandcarrière
Thill maakte op 5 september 2015 zijn interlanddebuut voor Luxemburg in een EK-kwalificatiewedstrijd tegen Macedonië. Thill, die in de 71e minuut was ingevallen voor Christopher Martins, scoorde in de blessuretijd het enige doelpunt van de wedstrijd.

## Trivia
- Na zijn doelpunt tegen Real Madrid in de Champions League schreven heel wat media dat Thill op zijn linkerbeen een tatoeage heeft van zichzelf, dromend over de UEFA Champions League.[4] Thill ontkende echter dat het om een Champions League-beker ging en verklaarde dat het gewoon 'een' beker was.[1]
- Thill is de zoon van ex-voetballer Serge Thill. Ook zijn jongere broers Olivier en Vincent zijn profvoetballers.